# Balša Sekulić
Balša Sekulić (in serbo Балша Секулић?; 10 giugno 1998) è un calciatore montenegrino, attaccante del Mornar.

## Carriera

### Club
Debutta nella massima serie montenegrina nel 2016 con la maglia del Budućnost. Nel 2022 si trasferisce in Corea del Sud per giocare con il Gangwon. Dopo una stagione fa ritorno in patria e vince la Prva crnogorska fudbalska liga nell'edizione 2022-2023. In virtù di questo risultato nei confini domestici, il Budućnost si qualifica al quadrangolare del primo turno preliminare, dove incontra gli andorrani dell'Inter Escaldes. Sekulić mette a segno una doppietta, prima del definitivo 0-3 di Miomir Đuričković, consentendo al Budućnost di vincere la partita e passare all'incontro successivo, perso per 0-5 contro gli islandesi del Breiðablik. Nel 2024 gioca nel campionato uzbeko con il Metallurg Bekabad. A inizio 2025 fa rientro in patria, al Mornar.

### Nazionale
Nel 2022 fa il suo esordio con la nazionale maggiore montenegrina, subentrando a Uroš Đuranović contro la Finlandia, in un match valido per la Nations League.

## Statistiche

### Cronologia presenze e reti in nazionale
| Cronologia completa delle presenze e delle reti in nazionale ― Montenegro | Cronologia completa delle presenze e delle reti in nazionale ― Montenegro | Cronologia completa delle presenze e delle reti in nazionale ― Montenegro | Cronologia completa delle presenze e delle reti in nazionale ― Montenegro | Cronologia completa delle presenze e delle reti in nazionale ― Montenegro | Cronologia completa delle presenze e delle reti in nazionale ― Montenegro | Cronologia completa delle presenze e delle reti in nazionale ― Montenegro | Cronologia completa delle presenze e delle reti in nazionale ― Montenegro |
| Data                                                                      | Città                                                                     | In casa                                                                   | Risultato                                                                 | Ospiti                                                                    | Competizione                                                              | Reti                                                                      | Note                                                                      |
| ------------------------------------------------------------------------- | ------------------------------------------------------------------------- | ------------------------------------------------------------------------- | ------------------------------------------------------------------------- | ------------------------------------------------------------------------- | ------------------------------------------------------------------------- | ------------------------------------------------------------------------- | ------------------------------------------------------------------------- |
| 7-6-2022                                                                  | Helsinki                                                                  | Finlandia                                                                 | 2 – 0                                                                     | Montenegro                                                                | UEFA Nations League 2022-2023 - 1º turno                                  | -                                                                         | 46’                                                                       |
| Totale                                                                    |                                                                           | Presenze                                                                  | 1                                                                         |                                                                           | Reti                                                                      | 0                                                                         |                                                                           |

## Palmarès
- Campionato montenegrino: 1

Budućnost: 2022-2023
- Coppa del Montenegro: 1

Budućnost: 2023-2024